# Alfred von Schenk
Alfred Franz Edler von Schenk (Ljubljana, 5. srpnja 1863. – Beč, 12. listopada 1952.) je bio austrougarski general i vojni zapovjednik. Tijekom Prvog svjetskog rata zapovijedao je 15. i 9. pješačkom divizijom, te XXIII., XIII. i IX. korpusom na Istočnom i Talijanskom bojištu.

## Vojna karijera
Alfred von Schenk rođen je 5. srpnja 1863. u Ljubljani. Pohađao je gimnaziju i kadetsku školu u Pragu, nakon čega od srpnja 1880. služi u 21. pješačkoj pukovniji. Od svibnja 1884. s činom poručnika služi u 91. pješačkoj pukovniji, da bi u studenom 1888. bio promaknut u čin natporučnika. Nakon pohađanja i završetka školovanja za stožerne časnike u vojnoj akademiji, od studenog 1889. raspoređen je na službu u stožer 9. pješačke brigade. U navedenoj brigadi služi do studenog 1892. kada je premješten na službu u stožer 2. brdske brigade smještene u Trebinju. U međuvremenu je, u svibnju 1892., unaprijeđen u čin satnika. Od travnja 1895. raspoređen je na službu u stožer XII. korpusa sa sjedištem u Hermannstadtu. Međutim, od svibnja 1895. nalazi se na studiju ruskog jezika u Kazanu, nakon čega je godinu dana poslije, u svibnju 1896., raspoređen u obavještajni odjel Glavnog stožera.
U studenom 1898. promaknut je u čin bojnika, te imenovan načelnikom stožera 16. pješačke divizije. U navedenoj diviziji služi do svibnja 1902. kada je unaprijeđen u čin potpukovnika, te raspoređen na službu u stožer 1. bosanske pješačke pukovnije. U studenom 1905., promaknut je u čin pukovnika, da bi u travnju 1907. postao zapovjednikom 1. bosanske pješačke pukovnije. U veljači 1911. dobiva plemićki naslov postavši tako Edler von Schenk dok je u svibnju te iste godine promaknut u čin general bojnika. U veljači 1914. postaje zapovjednikom 97. pješačke brigade smještene u Beču, na čijem čelu se nalazi i na početku Prvog svjetskog rata.

## Prvi svjetski rat
Na početku Prvog svjetskog rata Schenk zapovijeda 97. pješačkom brigadom. Ubrzo međutim, u kolovozu postaje zapovjednikom 15. pješačke divizije. S navedenom divizijom koja se nalazila u sastavu najprije 4., pa potom 3. armije, sudjeluje u Galicijskoj bitci, te Karpatskoj ofenzivi. U međuvremenu je, u studenom, promaknut u čin podmaršala. 
U svibnju 1915. imenovan je zapovjednikom 9. pješačke divizije. Zapovijedajući navedenom divizijom sudjeluje u ofenzivi Gorlice-Tarnow, da bi u studenom 1915. ista bila premještena na Talijansko bojište u sastav 5. armije gdje Schenk sudjeluje u Sočanskim bitkama. U kolovozu 1916. dobiva zapovjedništvo nad III.b odsjekom koji je osim 9. pješačke divizije obuhvaćao i zapovjedništvo nad trima brigadama. Odsjek III.b u kolovozu je preimenovan u Grupu Schenk da bi u studenom konačno postao XXIII. korpusom.
U lipnju 1917. Schenk preuzima zapovjedništvo nad XIII. korpusom na Istočnom bojištu. Navedeni korpus nalazio se u sastavu 3. armije u sklopu koje Schenk sudjeluje u zaustavljanju Kerenskijeve ofenzive. U veljači 1918. unaprijeđen je u čin generala pješaštva, te imenovan zapovjednikom IX. korpusa zamijenivši na tom mjestu Antona Lipošćaka. Navedenim korpusom zapovijedao je do svibnja kada je imenovan vojnim guvernerom Zagreba na kojem mjestu dočekuje i završetak Prvog svjetskog rata.

## Poslije rata
Nakon završetka rata Schenk je s 1. siječnjem 1919. umirovljen. Preminuo je 12. listopada 1952. u 90. godini života u Beču.

## Vanjske poveznice
(eng.) Alfred von Schenk na stranici Austro-Hungarian-Army.co.uk

(eng.) Alfred von Schenk na stranici Oocities.org